# 小来川村
小来川村（おころがわむら）は、栃木県の北西部、上都賀郡に属していた村である。

## 地理
- 川：黒川

## 歴史
- 1889年4月1日：町村制施行により、板荷村、小来川村が合併し上都賀郡板来村（いたこむら）が成立する。
- 1893年3月18日：板来村が東西に分割、西部の小来川地区が小来川村となる。（東部の板荷地区は板荷村となる。）
- 1954年2月11日：日光町へ編入する。日光町は即日市制を施行し、日光市が発足する。

## 行政
- 小来川村長

| 代 | 氏名       | 就任                      | 退任                      | 備考 |
| -- | ---------- | ------------------------- | ------------------------- | ---- |
| 1  | 星野九平   | 1893年（明治26年）6月7日  | 1894年（明治27年）5月31日 |      |
| 2  | 佐藤与次郎 | 1894年（明治27年）5月31日 | 1902年（明治35年）4月4日  |      |
| 3  | 星善造     | 1902年（明治35年）4月4日  | 1906年（明治39年）4月26日 |      |
| 4  | 福田勘一郎 | 1906年（明治39年）4月26日 | 1907年（明治40年）12月3日 |      |
| 5  | 福田為次   | 1907年（明治40年）12月3日 | 1911年（明治44年）9月2日  |      |
| 6  | 星野仲三郎 | 1912年（明治45年）1月11日 | 1916年（大正5年）8月14日  |      |
| 7  | 佐藤義一   | 1922年（大正11年）6月22日 | 1944年（昭和19年）2月24日 |      |
| 8  | 佐藤保之   | 1944年（昭和19年）3月28日 | 1947年（昭和22年）1月25日 |      |
| 9  | 福田勅次   | 1947年（昭和22年）4月5日  | 1954年（昭和29年）2月10日 |      |

出典:『栃木県町村合併誌 第一巻』, p. 154